# Mackaya
- Commons
- Wikispecies

Mackaya Harv., segundo o Sistema APG II, é um gênero botânico da família Acanthaceae.

## Sinonímia
- Odontonemella Lindau

## Espécies
Apresenta seis espécies:
- Mackaya atroviridis
- Mackaya bella
- Mackaya indica
- Mackaya macrocarpa
- Mackaya neesiana
- Mackaya populifolia
- «Lista das espécies»

## Nome e referências
Mackaya W.H. Harvey, 1859.

## Classificação do gênero
| Sistema | Classificação                       | Referência            |
| ------- | ----------------------------------- | --------------------- |
| APG II  | Ordem Lamiales, família Acanthaceae | APweb, versão 9, 2008 |